# Thiazolidine
Thiazolidine is een heldere, organische vloeistof met als brutoformule C3H7NS. Het is een verzadigde heterocyclische verbinding.

## Synthese
Thiazolidines kunnen bereid worden door de condensatiereactie van een 1-amino-2-thiol met een keton of een aldehyde.

## Toepassingen
De thiazolidinegroep wordt aangetroffen in de structuur van vele natuurlijke en farmaceutische stoffen:
- penicilline-antibiotica
- thiazolidinedion-geneesmiddelen rosiglitazon en pioglitazon voor de behandeling van diabetes mellitus type 2
- rhodaninederivaten, waaronder epalrestat voor de behandeling van diabetische neuropathie. Rhodanine is 2-thio-2,4-thiazolidinedion